# JAXP
JAXP（Java API for XML Processing，意为XML处理的Java API）是Java XML程序设计的应用程序接口之一，它提供解析和验证XML文档的能力。JAXP是在Java社区进程下开发的，包括JSR 5 （JAXP 1.0）和 JSR 63 （JAXP 1.1和1.2）两个规范。
JAXP解析XML的三种基本接口为：
- 文档对象模型解析接口或DOM接口
- XML简单API解析接口或SAX接口
- XML流API或StAX接口（是JDK 6的一部分，为JDK 5提供单独的包）

除了解析接口，JAXP还提供了XSLT接口用来对XML文档进行数据和结构的转换。

## DOM接口
DOM接口可能最容易理解。解析器解析整个XML文档并构造出该文档的一个完整的内存表示，使用类对文档对象模型（DOM）级别2核心规范中的概念进行建模。
DOM解析器被称作DocumentBuilder，因为它构建一个内存中的Document表示。javax.xml.parsers.DocumentBuilder是由javax.xml.parsers.DocumentBuilderFactory创建的。DocumentBuilder创建org.w3c.dom.Document的实例，Document是一个包含XML文档中的所有节点的树。结构中的每一个树节点实现org.w3c.dom.Node接口。树节点有许多不同类型的，表示XML文档中不同的数据类型。最重要的节点类型有：
- 元素节点，具有许多属性
- 文本节点，代表文档元素开始和结束标签之间的文字。

节点类型的完整列表，请参见org.w3c.dom包中的Javadoc文档。

## SAX接口
SAX解析器被称作SAXParser，SAXParser是由javax.xml.parsers.SAXParserFactory创建的。与DOM解析器不同，SAX解析器并不创建XML文档的内存表示，因此要更快使用更少的内存。而是，SAX解析器通过调用回调方法将XML文档结构告知客户端，也就是说，通过调用提供给解析器的org.xml.sax.helpers.DefaultHandler实例上的方法。
DefaultHandler类实现了ContentHandler，ErrorHandler，DTDHandler以及EntityResolver等接口。大多数客户端甘心ContentHandler接口中定义的方法，当SAX解析器在XML文档中遇到元素时，相应的方法将被调用。接口中最重要的方法有：
- startDocument()和endDocument()方法，当XML文档的开始和结束时被调用。
- startElement()和endElement()方法，当一个文档元素开始和结束时被调用。
- characters()方法，调用处理XML文档元素的开始标签和结束标签之间的文本数据。

客户端提供一个DefaultHandler的子类，实现这些方法，并在方法中对数据进行处理，可能会将数据存入数据库，或写出到流中。
在解析过程中，解析器可能需要访问外部文档。因此可能会使用XML Catalog将经常使用的XML文档存储在本地的缓存中。
SAX接口是在2000年5月发布的Java 1.3中引入的。

## StAX接口
StAX的设计介于DOM和SAX接口之间，在它的隐喻中，程序的入口点是一个代表文档中一个位置的光标。应用程序可以按需向前移动光标 – 从解析器中“拉”出信息。这与基于事件的API（如SAX）不同，SAX将数据“推”给应用程序，要求应用程序维护事件间的状态，如果应用需要知道在文档中的位置信息。

## XSLT接口
XSLT（可扩展样式表转换语言）允许将XML文档转换为数据其他形式。应用程序使用javax.xml.transform包中的接口可以进行XSLT转换。接口最初被称为TrAX （Transformation API for XML），是由许多Java XSLT处理器的开发人员通过非正式协作开发的。
接口的主要特性包括：
- 工厂类javax.xml.transform.TransformerFactory可以使应用动态地选择使用哪一个XSLT处理器。
- TransformerFactory上的方法用来创建javax.xml.transform.Templates对象, 表示样式表的编译后的形式。这是一个线程安全的对象，可以重复使用，顺序或并发，在多个源文档上应用同一个样式表（或用用一个源文档，不同的参数）
- Templates上的方法可以创建javax.xml.transform.Transformer，表示样式表的可执行形式。Transformer不可以在线程间共享，虽然也是可重用的。Transformer提供方法设置样式表参数和序列化选项（例如，输出是否缩进），以及一个实际运行转换的方法。

JAXP定义了javax.xml.transform.Source和javax.xml.transform.Result两个抽象接口来表示转换的输入和输出。某种程度上，这是非常规使用Java接口，这是因为并不期待一个处理器会接受任何实现该接口的类，每一个处理器可以选择支持那些Source和Result的处理。实际上所有JAXP处理器支持三种标准类型的Source （DOMSource，SAXSource，StreamSource）以及三种标准类型的Result （DOMResult，SAXResult，StreamResult）以及处理器自己的实现。

## 版本
| J2SE版本 | 其中的JAX版本 |
| -------- | ------------- |
| 1.4      | 1.1           |
| 1.5      | 1.3           |
| 1.6      | 1.4           |

JAXP 1.4.4于2010年9月3日发布。JAXP 1.3已经于2008年2月12日产品终结。